# Snifter

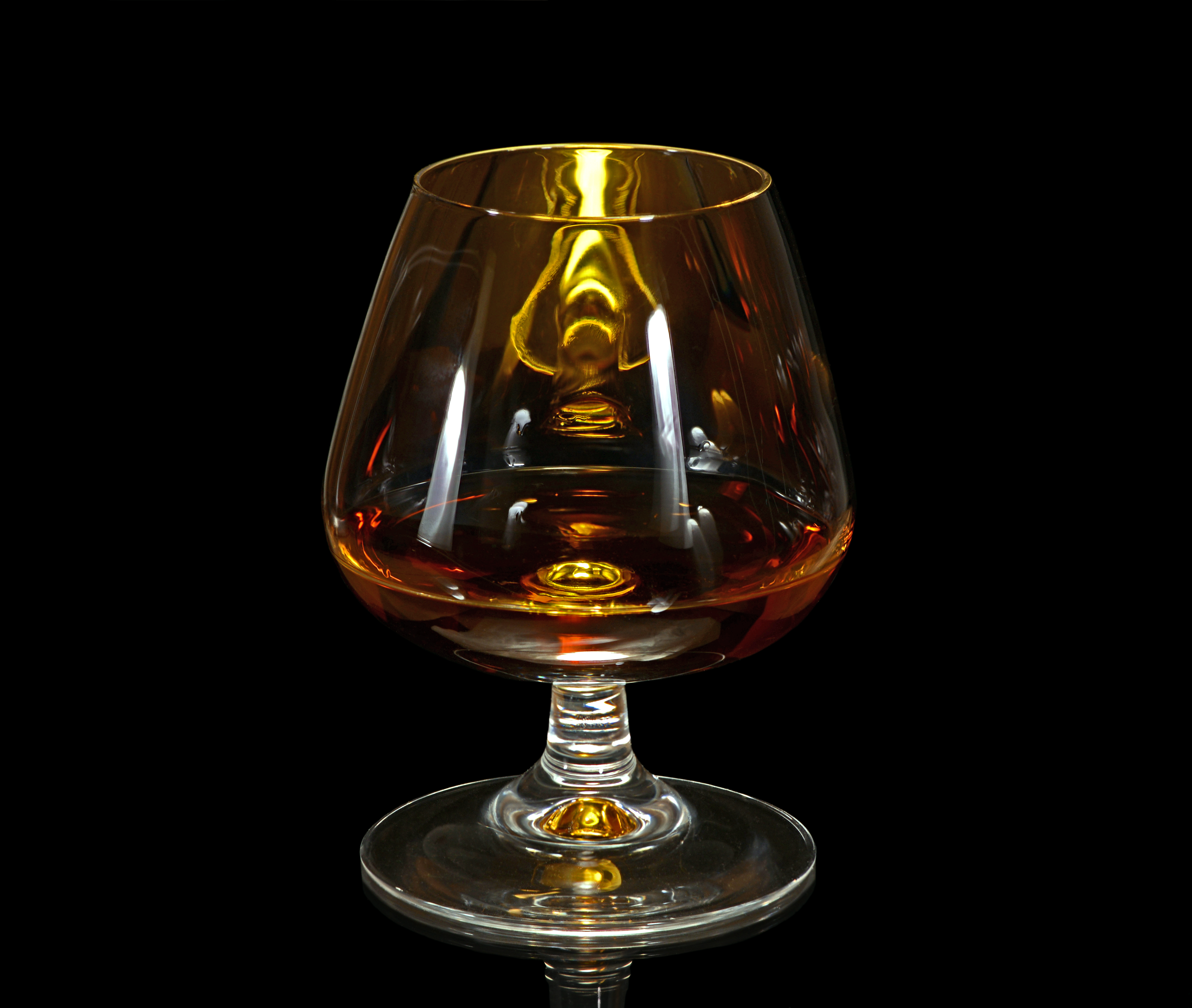
Un classico Snifter da Brandy

Lo snifter (sinonimi: napolèon, balloon) è un tipo di bicchiere a stelo, con un vetro sottile di cui il vaso principale ha una parte inferiore larga che restringe alla parte superiore.

## Utilizzo
Viene usato spesso per servire del brandy o del cognac. La grande area aiuta a volatilizzare l'aroma del brandy, mentre l'apertura stretta contribuisce ad intrappolare l'aroma della bevanda nel bicchiere. Il bicchiere può solitamente tenere fra 180-240 ml (6-8 once), ma per gustare meglio il prodotto si dovrebbe versare soltanto 60-90 ml (2-3 once) ogni volta. Si impugna appoggiando il calice sul palmo della mano; questo contribuisce a riscaldare leggermente il liquore e quindi anche a sprigionarne l'aroma.
Grazie alle proprietà sopra menzionate, i bicchieri più grandi sono utilizzati anche per la degustazione di particolari tipi di birra, soprattutto per le birre con un contenuto alcolico superiore all'8%.

## Espressione
Snifter è inoltre un'espressione britannica che indica una piccola quantità di alcool in un bicchiere.